# 痛苦

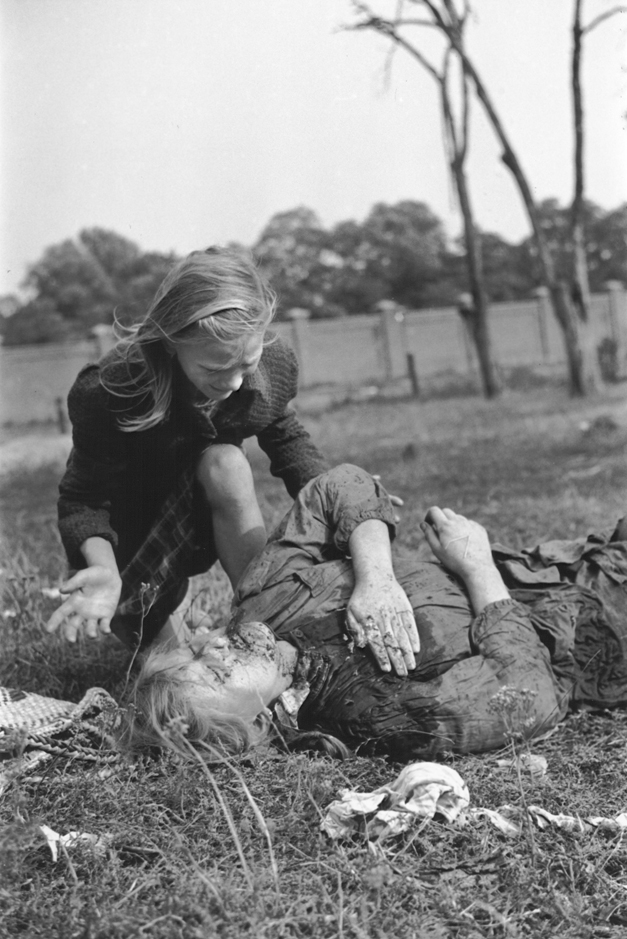
1939年9月，波蘭華沙，12岁的波兰女孩卡齐米拉·米卡在她的姐姐安娜（14岁）旁邊，後者在德国空军的空袭中丧生。
摄影师朱利安·布赖恩描述当时的情景：“当我们开车经过城镇边缘的一片小田地时，我们目睹了這场悲劇，这是最令人难以置信的几分钟。七名妇女一直在地里挖馬鈴薯──他们所在的地区没有面粉，他们急需食物。突然两架德国飞机不知从哪里冒出来，向两百码外的一所小房子投下两枚炸弹。房子里的两名妇女因此在這場轟炸中遇難。挖马铃薯的人平躺着地面上，希望不被飛機注意到他們的存在。轰炸机离开后，妇女们回到工作岗位。她们必须吃东西。
但纳粹飞行员对他们的轟炸并不满意。几分钟后，他们回来俯冲到离地面不到200英尺的地方，这次用机枪扫射。在這七名妇女中有两名已經遇害身亡。当我在给遺體拍照时，一个十岁的小女孩跑过来站在一具遺體旁边目瞪口呆並露出痛苦的表親。這個倒在地上的女人是她的姐姐。當時孩子从未见过這種情況，她不明白为什么她的姐姐會發生這樣的遭遇⋯⋯

痛苦（英語：suffering，pain）是構成情感現象負面效價（valence）的基本要素。痛苦的反面是快樂或幸福等。與個人對傷害或傷害威脅的感知有關。
痛苦通常分類為肉体上的與精神上的：
- 肉体痛苦（physical suffering）的例子如：各种类型的疼痛、过热、过冷、瘙痒、饥饿、口渴、恶心、空气饥、睡眠剥夺、失眠[2]。
- 精神痛苦（mental suffering）的例子如：抑郁、憂鬱、憂愁、痛心、绝望、喪慟、難過、傷感、感傷、悲傷、哭泣、孤独、心碎、厌恶、憎惡、易激惹、生氣、氣憤、悲憤、悲怒、愤怒、憎恨、嫉妒、妒忌、妒恨、渴望、沮丧、哭喪、烦闷、煩惱、焦虑、困惑、急躁、焦躁、恐懼、懼怕、害怕、恐慌、羞耻、屈辱、害燥、罪惡感、内疚、愧疚、自責、后悔、尴尬、煎熬、羞辱、害羞、不安[3]。

痛苦可能有各種程度的強度，從輕微到無法忍受。持續時間長度和發生頻率的因素通常與強度因素相結合。受苦者或其他人對痛苦的態度可能有很大差異，這些因素全部都取決於它被認為是可以避免或不可避免、有用或無用、值得或不值得的。
苦在各種生物的生命中以多種方式發生，經常是戲劇性的。因此，人類活動的許多領域都與痛苦的某些方面有關。這些方面可能包括痛苦的性質、過程、起源和原因和意義、相關的個人、社會和文化行為、治療、管理和使用。
痛苦與人類的意識有關，而且經常伴隨著過去的經驗。
造成痛苦的常見示例有：
- 需求和期望未滿足
- 失去摯愛、親友、寵物等重要人物
- 與社會群體的分離
- 來自外部的約束和限制
- 面對老化、疾病和疼痛等

## 字源
在漢語中，痛，是指肉體上的疼痛，而苦，則是來自於味覺上的苦澀感覺，將這兩種感覺結合，就形成痛苦這個詞。痛苦是一個概括性的形容語，肉體上產生的疼痛感受，可以稱為痛苦，而心靈上的煩惱掙扎，也可以稱為痛苦。